# Andy Bloch
Andrew Elliot 'Andy' Bloch (New Haven, 1 juni 1969) is een Amerikaans professioneel poker- en Blackjack-speler. Hij won onder meer het Seven Card Stud-toernooi van de World Series of Poker 2012 (goed voor $126.363,-) en het A$10.000 8-Game-toernooi van het Aussie Millions Poker Championship 2011 (goed voor $103.847,-). Hij was verliezend finalist in zowel het $50.000 H.O.R.S.E.-toernooi van de World Series of Poker 2006 (goed voor $ 1.029.600,-) als het $10.000 World Championship Pot Limit Hold'em-toernooi van de World Series of Poker 2008 (goed voor $488.048,-).
Bloch was een van de leden van het Massachusetts Institute of Technology-team dat door middel van strategie en gevorderd kaarttellen jaren de Blackjack-tafels in Amerikaanse casino's versloeg (zoals niet geheel accuraat beschreven in het boek Bringing Down the House en vervolgens ook zodanig verfilmd als 21). Hij is in het bezit van twee graden in elektrotechniek plus een Juris Doctor dat hij haalde aan de Harvard Law School.
Bloch won tot en met juli 2015 meer dan $5.325.000,- in live pokertoernooien (cashgames niet meegerekend).

## Wapenfeiten

### Titels
Behalve Seven Card Stud-toernooi van de WSOP 2012 en het A$10.000 8-Game-toernooi van het Aussie Millions Poker Championship 2011 won Bloch verschillende andere prestigieuze pokertoernooien. Zo won hij: 
- het $1.500 Chinese Poker-toernooi van de Hall of Fame Poker Classic 1995 ($29.700,-)
- het $300 Seven Card Stud-toernooi van de New England Poker Classic 1996 ($17.880,-)
- het $2.000 Seven Card Stud-toernooi van de World Poker Finals 2002 ($42.920,-)
- het $1.000 No Limit Hold'em Hot Tex! Tournament 2004 ($102.750,-)
- het $1.000 Limit Hold'em Rio Las Vegas Poker Festival 2005 ($25.495,-)
- de $10.000 Main Event - No Limit Hold'em Ultimate Poker Challenge 2005 ($167.500,-)
- de Pro-Am Equalizer Tournament Final 2006 ($500.000,-)
- het $20.000 Week 3 - Brilliant Minds-toernooi van het televisieprogramma Poker After Dark V 2009 ($120.000,-)

### Grote cashes
Naast het ruime miljoen dat Bloch opstreek voor zijn tweede plaats in het $50.000 H.O.R.S.E.-toernooi van de World Series of Poker 2006 en het kleine halve miljoen met die in het $10.000 World Championship Pot Limit Hold'em-toernooi van de World Series of Poker 2008, won hij ook aanzienlijke geldprijzen met onder meer zijn:
- vijfde plaats in het $2.500 Seven Card Stud-toernooi van de World Series of Poker 2001 ($18.430,-)
- achtste plaats in het $10.000 No Limit Texas Hold'em Championship van de The Third Annual Jack Binion World Poker Open 2002 ($27.160,-)
- derde plaats in het $10.000 No Limit Hold'em - Main Event van de World Poker Tour 2002 World Poker Finals ($102.350,-)
- derde plaats in het €3.000 Pot Limit Omaha-toernooi van de Euro Finals of Poker 2003 ($49.429,-)
- derde plaats in het $10.000 No Limit Hold'em Championship van de WPT 2003 L.A. Poker Classic ($125.460,)-
- achtste plaats in de $10.000 UPC Final - No Limit Hold'em Ultimate Poker Challenge 2005 ($21.340,-)
- zevende plaats in het $10.000 No Limit Hold'em Championship van het WSOP Circuit - Harrah's Rincon 2006 ($51.775)
- vijfde plaats in het $25.000 No Limit Hold'em NBC National Heads-Up Championship 2007 ($75.000,-)
- zevende plaats in het $1.000 Limit Deuce to Seven Triple Draw-toernooi van de World Series of Poker 2007 ($19.489,-)
- achtste plaats in het £5,000 Pot Limit Omaha-toernooi van de World Series of Poker Europe 2007 ($44.342,-)
- derde plaats in het A$10.000 H.O.R.S.E - Special Event van de Aussie Millions Poker Championship 2008 ($21.976,-)
- tweede plaats in de NBC National Heads-Up Championship Finals 2008 ($250.000,-)
- zevende plaats in het $10.000 World Championship Limit Hold'em-toernooi van de World Series of Poker (WSOP) 2008 ($81.968,-)
- negende plaats in het $10.000 World Championship No Limit Deuce to Seven Draw van de World Series of Poker 2010 ($22.386,-)

## World Series of Poker bracelet
| Jaar                       | Toernooi               | Prijs     |
| -------------------------- | ---------------------- | --------- |
| World Series of Poker 2012 | $1.500 Seven Card Stud | $126.363- |